# تود تومسن
تود تومسن (بالإنجليزية: Todd Thomsen)‏ هو سياسي أمريكي، ولد في 24 يونيو 1967 في أوكلاهوما في الولايات المتحدة. حزبياً، نشط في الحزب الجمهوري. وقد انتخب عضو مجلس نواب أوكلاهوما.